# Apeadeiro de Pinheiro

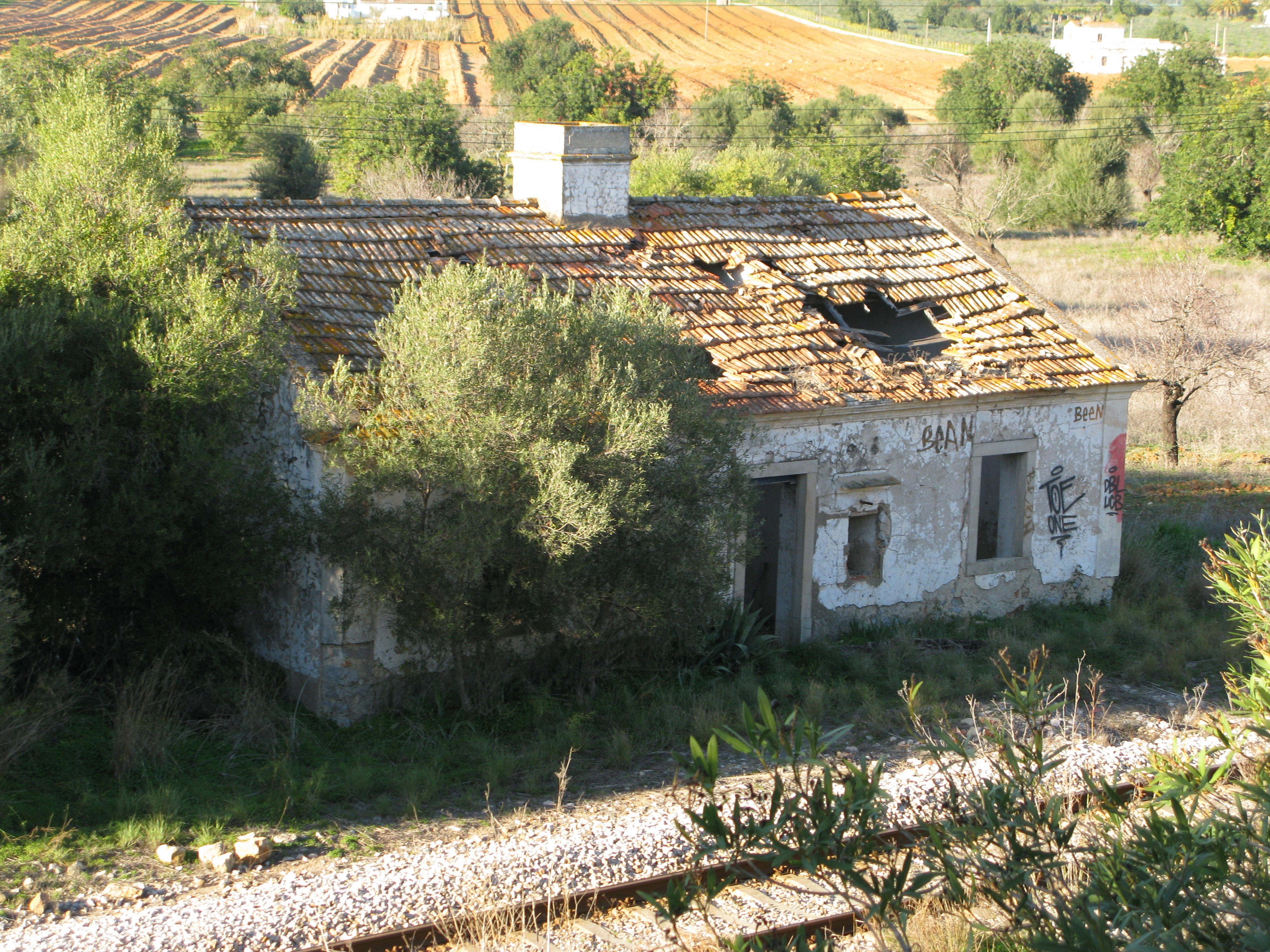
Vestígios do apeadeiro de Pinheiro, em 2018.

O Apeadeiro de Pinheiro é uma interface encerrada da Linha do Algarve, que servia a zona de Quinta do Pinheiro, no município de Tavira, em Portugal.

## História
Este apeadeiro faz parte do lanço da Linha do Algarve entre Tavira e Vila Real de Santo António, que entrou ao serviço em 14 de Abril de 1906, fazendo parte, com a categoria de paragem, do elenco original de interfaces.

Este interface foi mais tarde promovido à categoria de apeadeiro, sendo posteriormente extinto, não figurando no mapa oficial de 1985.